# شرکت راه‌آهن توکیو
شرکت راه‌آهن توکیو به اسم رسمی (به ژاپنی: (東京急行電鉄株式会社, Tōkyō Kyūkō Dentetsu Kabushiki-gaisha) یا (به انگلیسی: Tokyu Corporation) یک شرکت راه‌آهن خصوصی در ژاپن است. خطوط راه‌آهن این شرکت در توکیو و استان کاناگاوا قرار دارند. این شرکت در سال ۱۹۲۲ میلادی تأسیس شده‌است.

## نگارخانه

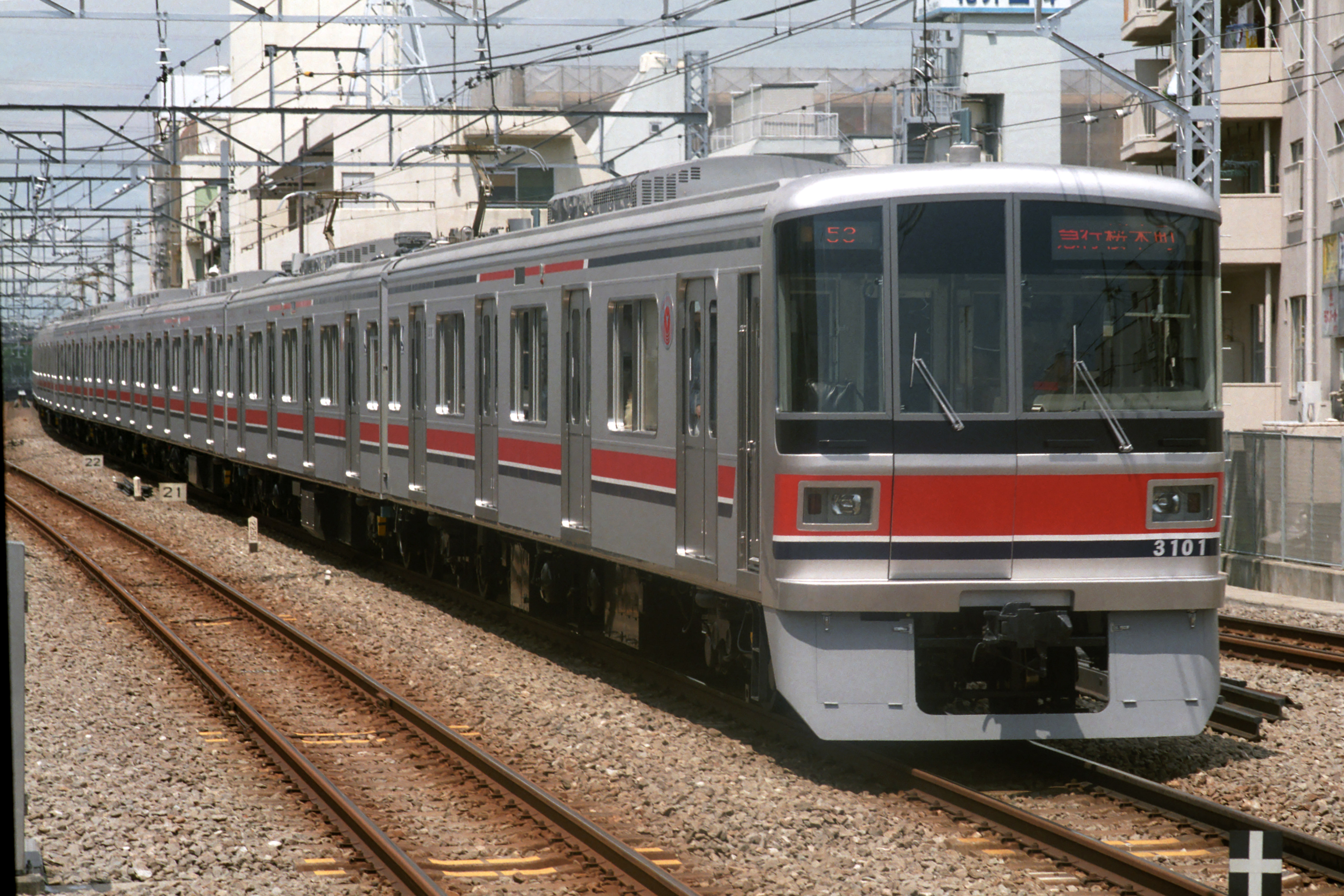
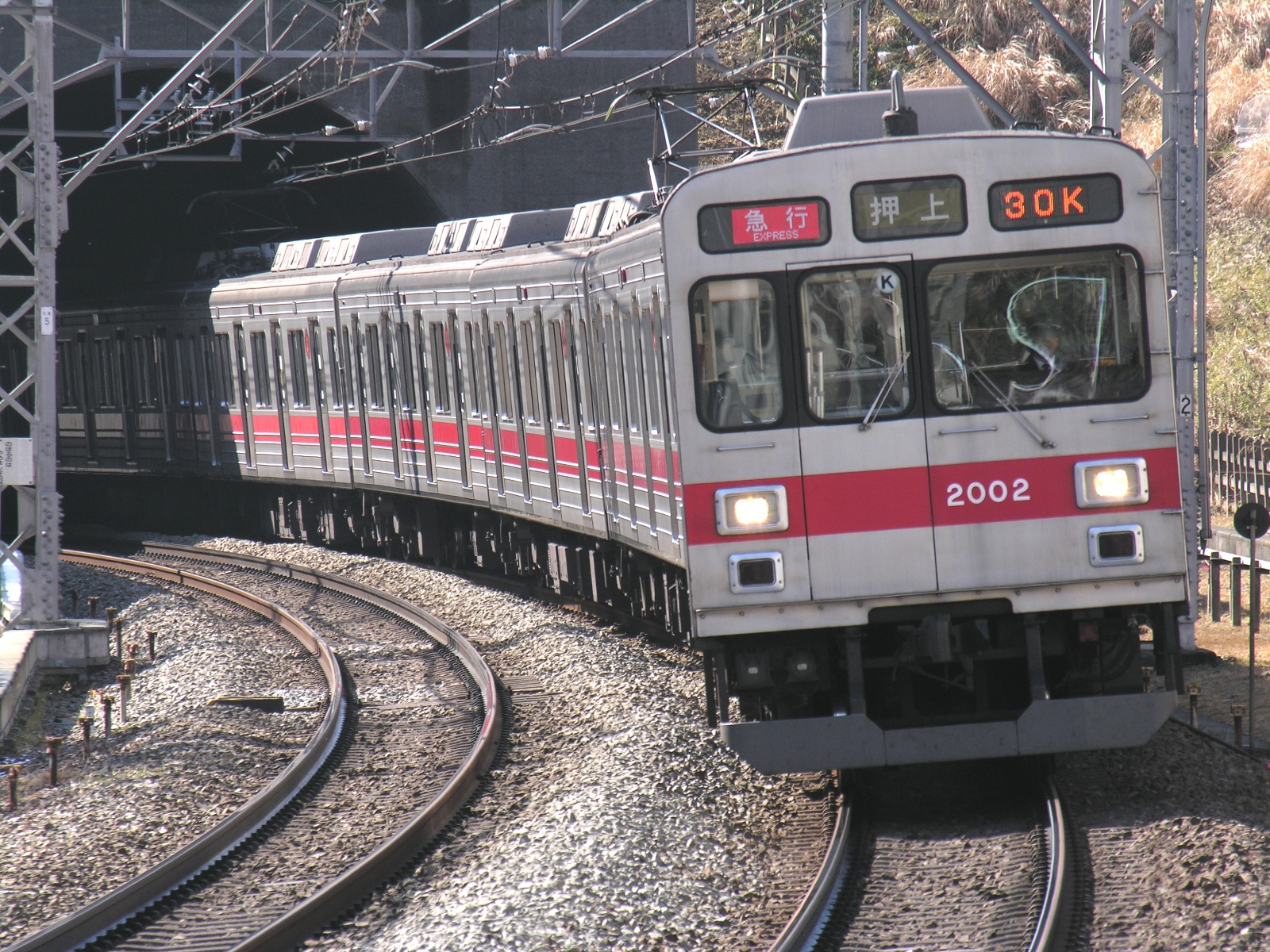
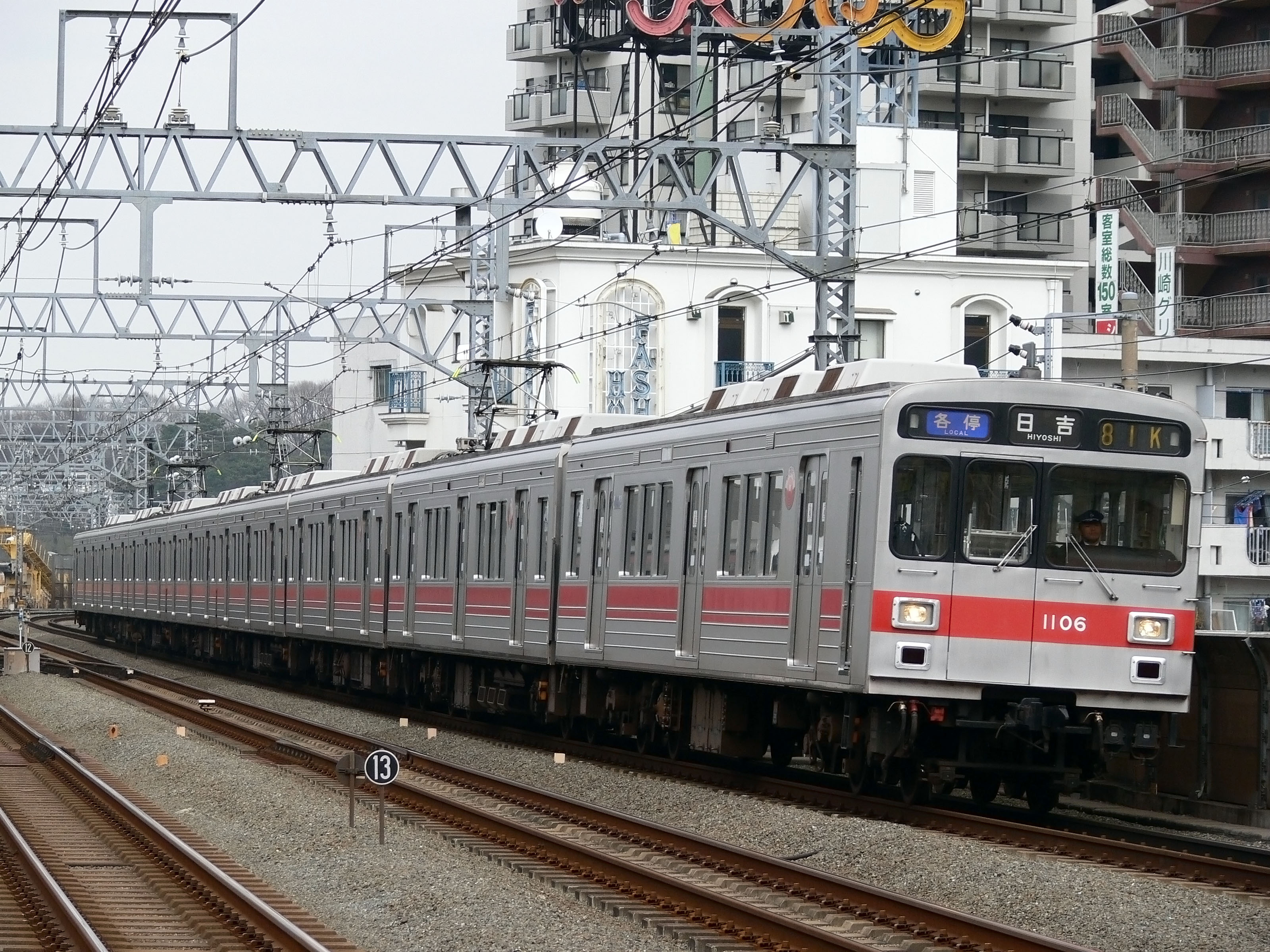
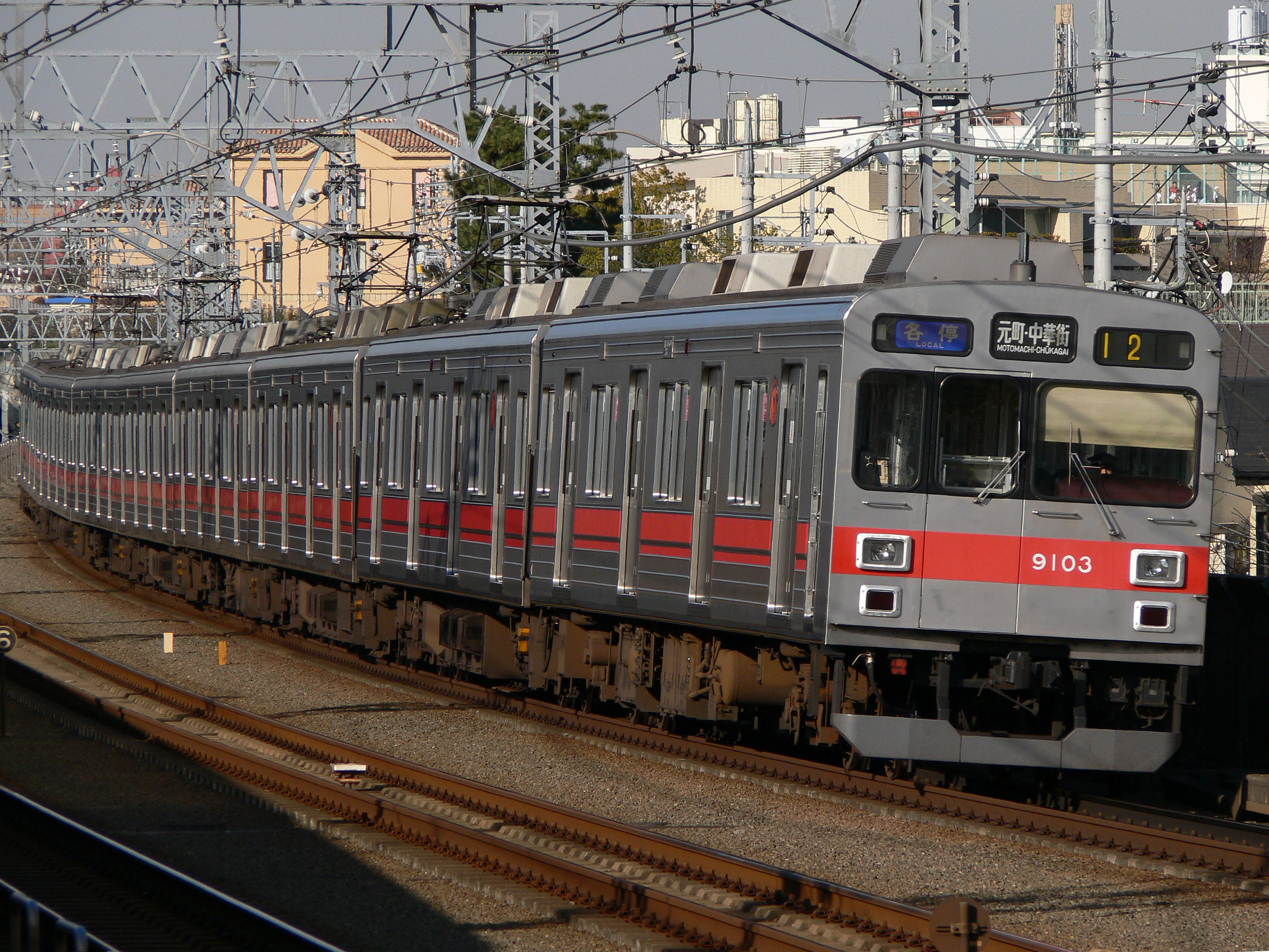
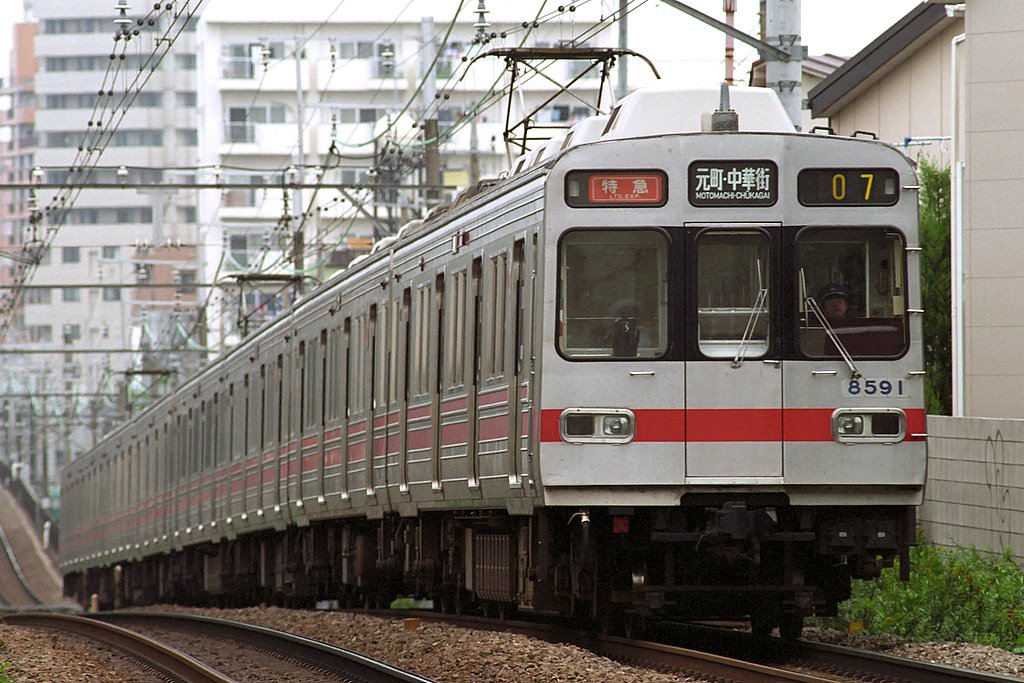
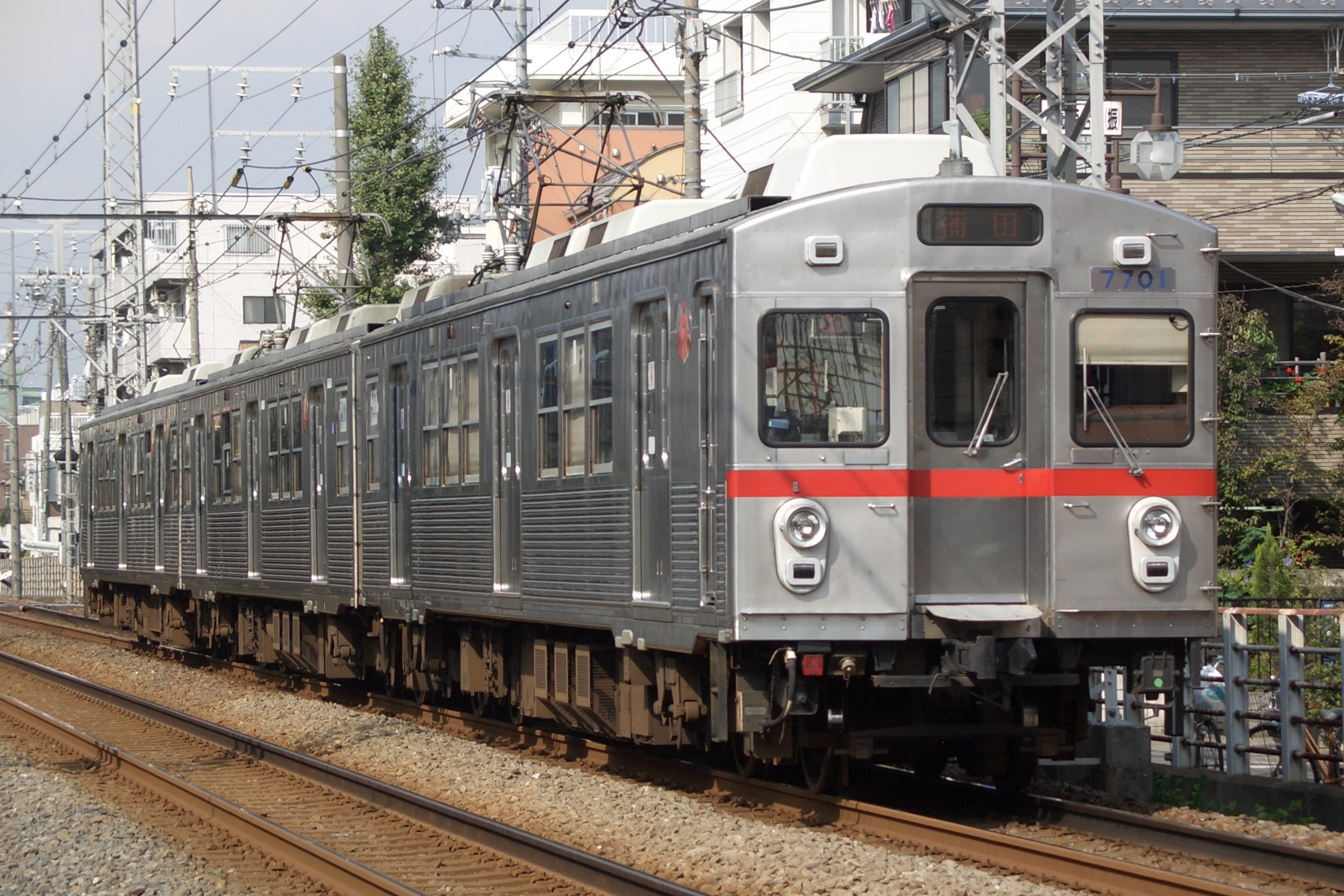

## خطوط شرکت راه آهن توکیو
| خطوط                  | نام ایستگاه‌های مبدأ و آخر                   | مسافت (km) | تعداد ایستگاه‌ها | سال افتتاح | حداکثر سرعت |
| --------------------- | ------------------------------------------- | ---------- | --------------- | ---------- | ----------- |
| ■ خط توکیو تویوکو     | ایستگاه شیبویا - ایستگاه یوکوهاما           | 24.2       | 21              | 1926       | 110 km/h    |
| ■ خط توکیو مگورو      | Meguro Station - Hiyoshi Station            | 11.9       | 13              | 1923       | 110 km/h    |
| ■ خط توکیو دن-ئن-توشی | ایستگاه شیبویا - Chūō-Rinkan Station        | 31.5       | 27              | 1907       | 110 km/h    |
| ■ خط توکیو اوئیماچی   | Ōimachi Station - Mizonokuchi Station       | 10.4       | 15              | 1927       | 85 km/h     |
| ■ خط توکیو ایکه‌گامی   | Gotanda Station - Kamata Station            | 10.9       | 15              | 1922       | 80 km/h     |
| ■ خط توکیو ستاگایا    | Sangen-Jaya Station - Shimo-Takaido Station | 5.0        | 10              | 1925       | 40 km/h     |
| ■ خط توکیو تاماگاوا   | Kamata Station - Tamagawa Station           | 5.6        | 7               | 2000       | 80 km/h     |
| Total                 | 7 lines                                     | 99.5       |                 |            |             |